# ポール・グラドン
ポール・グラドン（パウル・フラードン、Paul Gladon、1992年3月18日 - ）は、オランダ・ホーフトドルプ出身のサッカー選手。フォルトゥナ・シッタート所属。ポジションはフォワード。